# Bogdan Dymarek
Bogdan Jan Dymarek (ur. 29 sierpnia 1932 w Tomaszowie Mazowieckim, zm. 24 października 2010) – polski działacz partyjny i państwowy, wicewojewoda bydgoski (1973–1980) i wojewoda pilski (1982–1987).

## Życiorys
W 1948 przystąpił do ZMP, następnie do PZPR. Od 1960 zatrudniony w Prezydium Wojewódzkiej Rady Narodowej w Bydgoszczy. W latach 1973–1980 sprawował urząd wicewojewody bydgoskiego, następnie był sekretarzem ds. ekonomicznych w KW PZPR w Bydgoszczy (1980–1981). Od 1975 członek bydgoskiej Egzekutywy KW PZPR. W 1982 uzyskał awans na wojewodę pilskiego, którym pozostał do 1987.